# Cezar Colares
Sebastião Cezar Leão Colares (Belém, 28 de agosto de 1966) é um advogado e político brasileiro. Foi deputado estadual do Pará por três mandatos.

## Biografia
Colares nasceu em Belém, capital do estado do Pará, no ano de 1966. Formado em Direito, ingressou na vida política filiando-se ao Partido da Social Democracia Brasileira (PSDB).
No ano de 1992, foi eleito prefeito de Santa Bárbara do Pará, permanecendo no cargo até 1996, sendo o primeiro prefeito da cidade, criando toda a estrutura burocrática do município. No ano de 1998, foi eleito deputado estadual do Pará após conquistar 15.321 votos. Em 2002, foi reeleito ao cargo.
Em 2006, foi novamente reeleito para sua cadeira na Assembleia Legislativa do Pará (ALEPA), porém renunciou ao cargo em novembro de 2007. Renunciou ao cargo e de sua filiação partidária para assumir o cargo de conselheiro do Tribunal de Contas dos Municípios do Estado do Pará (TCM-PA). Em seu lugar, Bira Barbosa (PSDB), assumiu uma cadeira na ALEPA.
Desde seu afastamento da vida partidária, continuou ocupando cargos no TCM-PA. No ano de 2014, foi eleito presidente do tribunal. Em 2019, foi eleito de diretor defesa de direitos e prerrogativas e de assuntos corporativos do estado do Pará. Desde 2021, segue como conselheiro do órgão.

### Desempenho eleitoral
| Ano  | Cargo                             | Votos  | Resultado | Ref.   |
| ---- | --------------------------------- | ------ | --------- | ------ |
| 1992 | Prefeito de Santa Bárbara do Pará |        | Eleito    | [ 6 ]  |
| 1998 | Deputado estadual do Pará         | 15.321 | Eleito    | [ 7 ]  |
| 2002 | Deputado estadual do Pará         | 30.201 | Eleito    | [ 15 ] |
| 2006 | Deputado estadual do Pará         | 51.939 | Eleito    | [ 16 ] |